# Karsé Kongtrul
Jamgon Kongtrul Rinpoché
Jamgon Kongtrul Lodrö Thayé Lodrö Chökyi Sengé 
Karsé Kongtrül (en tibétain : སྲས་ཀོང་, Wylie : kar sras kong sprul, littéralement Kongtrul fils du Karmapa ; (Tsourphou 1904–mai 1953 au  monastère de Thrangu), également connu sous le nom de Jamgön Palden Khyentsé Özer (tibétain : ལྡན་མཁྱེན་བརྩེའ, Wylie : dpal ldan mkhyen brtse'i 'od zer), était la réincarnation immédiate du premier Jamgön Kongtrul, Jamgon Kongtrul Lodrö Thayé.

## Biographie

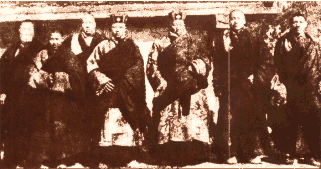
De gauche à droite, Jamgön Kongtrul Rinpoché (Karsé Kongtrul), le 4e Palpoung Ongan Rinpoché, Dzigar Kongtrul Rinpoché, le 16e karmapa, le 11e tai sitou, Trého Rinpoché et le 10e Pawo Rinpoché, monastère de Palpoung au Tibet oriental, en 1939.

Karsé Kongtrul est né à Tsourphou en tant que fils du 15e karmapa, Khakyab Dorje, qui l'a identifié et intronisé. Karsé Kongtrül réside à Tsadra Rinchen Drak, siège de son prédécesseur Jamgon Kongtrul Lodrö Thayé au Tibet oriental. Il  reçoit l'enseignement complet et la transmission de la lignée karma-kagyu du 15e karmapa. Surmang Trungpa Chökyi Nyinche, 10e Trungpa Tulkou, fait partie de ses autres professeurs. Il atteignit la réalisation de la lignée ultime, fut l'un des maîtres du mahamoudra les plus renommés et transmit les enseignements les plus profonds au 16e karmapa, Rangjung Rigpe Dorje. À maintes reprises, il donna des enseignements, renforça des capacités et lisait des transmissions d'anciennes et de nouvelles traditions, telles que le Trésor des précieux Termas (Rinchen Terdzö), et reconstruisit le centre de retraite de Tsadra Rinchen Drak, sa résidence située au-dessus du monastère de Palpung,. 
Après la mort du 8e Traleg Kyabgon Rinpoché vers la nouvelle année tibétaine, le 14 février 1953, il se rend au monastère de Thrangu pour procéder aux rites funéraires avec Chögyam Trungpa Rinpoché. Quelque temps plus tard, Karsé Kongtrul en mauvaise santé y meurt en mai 1953, et Chögyam Trungpa Rinpoché revient à Thrangu procéder aux rites funéraires. Avant de mourir, Karsé Kongtrül indique qu'il renaîtra dans la région de Lhassa dans la famille de sa mère, alors encore en vie. On donne à Chögyam Trungpa Rinpoché quelques livres, son amulette et son terrier tibétain qui vécut trois ans avec lui avant sa disparition.